# Cipriana Álvarez Durán
Cipriana Álvarez Durán (Sevilla, 16 de setembre de 1827 – Madrid, 1904) va ser una folklorista i pintora espanyola, coneguda per haver estat recol·lectora de molts contes, costums i tradicions de la zona de Llerena, i per haver estat una notable influència sobre el seu fill, l'antropòleg Antonio Machado Álvarez, i els seus nets, els poetes Antonio i Manuel Machado Ruiz.

## Biografia

### Família
Va néixer el 16 de setembre de 1827 a Sevilla, però de família extremenya, on es va instal·lar la seva família després d'una breu etapa d'exili a causa de les seves idees liberals enfront de l'absolutisme de Ferran VII. Era filla del pensador, polític i militar José Álvarez Guerra i de Cipriana Durán de Vicente Yáñez. Del seu pare i del seu oncle, el folklorista Agustín Durán, el gust per la literatura i les arts. El 1845 es va casar amb Antonio Machado Núñez, amb qui es va traslladar a viure a Santiago de Compostel·la, on aquest va ocupar la càtedra de Física a la universitat, i on va néixer el seu fill Antonio Machado Álvarez, més conegut pel seu pseudònim «Demófilo» i pare del conegut escriptor Antonio Machado Ruiz, sobre el qual va tenir una notable influència. El 1847 la família es trasllada a Sevilla, on el seu espòs va ocupar la càtedra d'Història Natural a la Universitat de Sevilla, i on arribà a ser rector.

### Folklorista
Destacà com a folklorista a començaments de la dècada de 1880 a la localitat extremenya de Llerena, on passà llargues temporades a casa d'un familiars, si bé també va recollir alguns contes de la província de Huelva. A Llerena, els seus informants la coneixien com «la dona dels contes», una expressió que ella mateixa va utilitzar per signar les col·laboracions que feia amb el seu fill.
Entre 1883 i 1884 va ser autora d'una sèrie de contes populars que van aparèixer a la revista El Folklore Andaluz, si bé és possible que aquests no fossin només de la zona de Huelva, on havia estat, sinó també de Llerena. El 1885 va fundar la Sociedad de Folklore de Llerena o Regianense amb Felipe Muriel Gallarda, membre del cercle maçònic, dedicada a la recollida fidedigna –per a l'ideal d'una persona recol·lectora– de materials tradicionals, amb la col·laboració del seu fill.
El seu fill Antonio va deixar escrit en una carta que la seva mare va arribar a recollir, si més no, 60 contes, 70 cobles, 95 embarbussaments, tradicions, relats populars de noms de llocs, anècdotes, costums de casament, enterrament i bateig, tradicions de mines i ermites, a més jocs i contes infantils que li ensenyaven els nens.

### Pintora

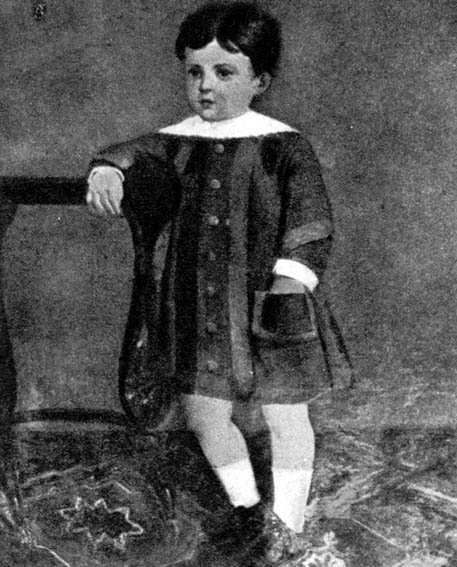
Retrat d'Antonio Machado Ruiz (1879), obra de Cipriana Álvarez

Álvarez destacà també com a pintora, Manuel Ossorio diu que només ho va ser per afecció, tot i que va participar en diverses exposicions col·lectives, com la l'Exposició de Belles Arts de Sevilla de 1858, on va presentar una pintura a l'oli que va merèixer una menció honorífica del jurat. Es té constància també d'un retrat que va regalar a la reina Isabel II i un retrat del seu net, que es conserva a la Hispanic Society of America.

### Darrers anys
Els darrers anys de la seva vida es va traslladar a viure a Madrid amb la seva família, on va continuar dirigint casa seva i tingué una notable influència sobre els seus nets, tal com l'havia tingut amb el seu fill. Va morir a la capital el 1904.